# Plecoptera uniformis
Plecoptera uniformis  là một loài bướm đêm trong họ Erebidae.